# Jamesonia
Jamesonia is een geslacht van twintig soorten tropische varens uit de lintvarenfamilie (Pteridaceae).
Het zijn varens uit de páramo, een ecosysteem van koele, natte hooglanden tussen 1500 en 5000 m, in tropische zones van de Andes in Zuid-Amerika, zuidelijk Mexico, Costa Rica, Bolivia en Brazilië.

## Naamgeving enetymologie
- Synoniemen: Psilogramme Kuhn (1882), Psilogramme sect. Jamesonia (Hook. & Grev.) Kuhn (1882), Gymnogramma sect. Jamesonia (Hook. & Grev.) Kl. (1847)

Jamesonia is vernoemd naar William Jameson (1796–1873), een Schots natuurkundige en botanicus.

## Kenmerken
Jamesonia-soorten zijn terrestrische, xerofytische varens met een aantal opvallende morfologische kenmerken, waarschijnlijk ontstaan ten gevolge van de extreme levensomstandigheden in de páramo. De tot 40 cm lange bladen staan stijf rechtop, en dragen lederachtige, opgerolde blaadjes, en uiterst gereduceerde bladslipjes.
De sporenhoopjes staan meestal in doorlopende lijnen aan de onderzijde van de bladen. Ze bezitten geen indusium.

## Taxonomie
Moleculair onderzoek door Patricia Sánchez-Baracaldo heeft uitgewezen dat Jamesonia een polyfyletische groep vormt. Samengevoegd met zustergeslacht Eriosorusontstaat wel een monofyletische groep.
Jamesonia is een potentieel voorbeeld van recente adaptieve radiatie, een wijze van soortvorming gebaseerd op verschillende migratiestappen tussen gescheiden biotopen binnen één verspreidingsgebied. Aanwijzingen daarvoor zijn de grote diversiteit in morfologische kenmerken en ecologische niches van de verschillende soorten, en het recent ontstane ecosysteem waarin ze voorkomen.
Het geslacht telt twintig soorten, waarvan een aantal in de tweede helft van de 20e eeuw gevonden zijn.

### Soortenlijst
- Jamesonia alstonii A. Tryon (1962)
- Jamesonia auriculata A. Tryon (1962)
- Jamesonia blepharum A. Tryon (1962)
- Jamesonia boliviensis A. Tryon (1962)
- Jamesonia brasiliensis Christ (1897)
- Jamesonia canescens (Kl.) Kze. (1846)
- Jamesonia cinnamomea Kze. (1844)
- Jamesonia crespiana Bosco (1938)
- Jamesonia cuatrecasasii A. Tryon (1962)
- Jamesonia goudotii (Hier.) C. Chr. (1905)
- Jamesonia hookeri (J.Smith ex Bak. in Hook. & Bak.) comb. ined.
- Jamesonia imbricata (Cav.) Hook. & Grev. (1831)
- Jamesonia laxa Kze ex Kuhn (1859)
- Jamesonia peruviana A. Tryon (1962)
- Jamesonia pulchra Hook. & Grev. (1830)
- Jamesonia robusta Karst. (1862)
- Jamesonia rotundifolia Fée (1857)
- Jamesonia scalaris Kze. (1844)
- Jamesonia scammanae A. Tryon (1962)
- Jamesonia verticalis Kze. (1844)